# Лайт, Зак
Зак Лайт (англ. Zach Light; 6 февраля 1974, Лисбон) — американский боец смешанного стиля, представитель полусредней весовой категории. Выступал на профессиональном уровне в период 2002—2011 годов, известен по участию в турнирах таких бойцовских организаций как UFC, Strikeforce, League S-70, WEC, BAMMA и др. Также является тренером по ММА.

## Биография
Зак Лайт родился 6 февраля 1974 года в городе Лисбон, штат Айова. С раннего детства активно занимался вольной борьбой, состоял в школьной и затем университетской борцовских командах, побеждал на соревнованиях национального уровня, имел статус всеамериканского спортсмена. После окончания обучения, тем не менее, спортивную карьеру не продолжил — работал в строительстве и при этом часто дрался в барах. В какой-то момент вынужден был переехать в Калифорнию, поскольку местный судья пообещал посадить его в тюрьму, если он продолжит такой образ жизни.
Заниматься смешанными единоборствами Лайт начал под впечатлением от выступления Тито Ортиса на одном из турниров Ultimate Fighting Championship. Дебютировал в ММА на профессиональном уровне в марте 2002 года — в течение недели одержал сразу две победы. Благодаря череде удачных выступлений привлёк к себе внимание крупнейшего американского промоушена UFC, однако в итоге провёл здесь только один поединок — болевым приёмом «рычаг локтя» в первом же раунде проиграл Питу Спратту.
Далее дрался в другой американской организации World Extreme Cagefighting, но тоже проиграл, болевым приёмом «кимура» в первом раунде Тони Фрайклунду. Имея в послужном списке три победы и три поражения, в 2003 году на достаточно длительный срок ушёл из ММА.
В 2006 году Зак Лайт вернулся в смешанные единоборства, отметился победой в одном из малоизвестных американских промоушенов, а затем на турнире bodogFight техническим нокаутом уступил Джейку Элленбергеру. Выступал в дальнейшем с попеременным успехом, в 2009 году подписал контракт с крупной организацией Strikeforce, где потерпел поражение сдачей от Тайрона Вудли. Также дрался в британской ассоциации смешанных единоборств BAMMA, проиграв удушением сзади соотечественнику Уор Машин. После трёх побед подряд в августе 2011 года побывал в России и принял участие в турнире League S-70 — проиграл удушающим приёмом сзади россиянину Алексею Шаповалову.
Помимо участия в боях, Лайт также известен как тренер по борьбе. Так, в течение довольно долгого времени он работал в лагере Wolfslair MMA Academy, где участвовал в подготовке таких известных бойцов как Майкл Биспинг, Куинтон Джексон, Чейк Конго и др.

## Статистика в профессиональном ММА
| Боёв 20  | Побед 9 | Поражений 11 |
| -------- | ------- | ------------ |
| Нокаутом | 2       | 3            |
| Сдачей   | 4       | 8            |
| Решением | 3       | 0            |

| Результат | Рекорд | Соперник          | Способ                     | Турнир                                          | Дата             | Раунд | Время | Место                 | Примечание |
| --------- | ------ | ----------------- | -------------------------- | ----------------------------------------------- | ---------------- | ----- | ----- | --------------------- | ---------- |
| Поражение | 9–11   | Алексей Шаповалов | Сдача (удушение сзади)     | League S-70: Россия против Бразилии             | 5 августа 2011   | 1     | 1:45  | Сочи, Россия          |            |
| Победа    | 9–10   | Морис Спирс       | Сдача (треугольник руками) | Extreme Challenge 187: Battle at the Ballpark   | 23 июля 2011     | 1     | 3:02  | Сидар-Рапидс, США     |            |
| Победа    | 8–10   | Вик Холл          | Сдача (рычаг локтя)        | Extreme Challenge 183                           | 29 января 2011   | 1     | 1:30  | Беттендорф, США       |            |
| Победа    | 7–10   | Андре Кейс        | Единогласное решение       | RCC 12-Hostile Takeover                         | 24 июля 2010     | 3     | 5:00  | Сидар-Рапидс, США     |            |
| Поражение | 6–10   | Уор Машин         | Сдача (удушение сзади)     | BAMMA 3                                         | 15 мая 2010      | 1     | 1:09  | Бирмингем, Англия     |            |
| Поражение | 6–9    | Тайрон Вудли      | Сдача (рычаг локтя)        | Strikeforce Challengers: Kennedy vs. Cummings   | 25 сентября 2009 | 2     | 3:38  | Талса, США            |            |
| Поражение | 6–8    | Кайан Джонсон     | KO (удары руками)          | Extreme Fighting Challenge 6: Home Coming       | 11 октября 2008  | 1     | 2:47  | Принс-Джордж, Канада  |            |
| Поражение | 6–7    | Джо Камачо        | Вербальная сдача           | Sparstar Promotions: Battle of the Rising Stars | 8 июня 2007      | 1     | 3:44  | Монтебелло, США       |            |
| Поражение | 6–6    | Томас Шульте      | Сдача (рычаг локтя)        | Ultimate Warrior Challenge 3: Invasion          | 26 апреля 2008   | 1     | 1:20  | Фэрфакс, США          |            |
| Победа    | 6–5    | Нино Нино         | Сдача (рычаг локтя)        | Platinum Fighting Productions: Ring of Fire     | 9 декабря 2007   | 1     | N/A   | Кесон-Сити, Филиппины |            |
| Поражение | 5–5    | Тоби Имада        | Сдача (рычаг локтя)        | Total Combat 21                                 | 8 июня 2007      | 1     | 2:35  | Сан-Диего, США        |            |
| Победа    | 5–4    | Мариу Ривера      | Единогласное решение       | Bring It On: Under Destruction                  | 28 апреля 2007   | 1     | 1:57  | Окснард, США          |            |
| Поражение | 4–4    | Джейк Элленбергер | TKO (удары руками)         | bodogFight                                      | 16 февраля 2007  | 1     | 3:51  | Коста-Рика            |            |
| Победа    | 4–3    | Ник Уиллерт       | TKO (удары руками)         | Invincible: Fist of Fury II                     | 18 ноября 2006   | 2     | 2:29  | Онтэрио, США          |            |
| Победа    | 3–3    | Бето Ибарра       | Сдача (удушение сзади)     | Pit-Fighting Championship                       | 16 июля 2003     | 1     | N/A   | Калифорния, США       |            |
| Поражение | 2–3    | Джереми Джексон   | TKO (удары руками)         | Ultimate Athlete 4: King of the Mountain        | 28 сентября 2002 | 2     | 0:30  | Оберри, США           |            |
| Поражение | 2–2    | Тони Фрайклунд    | Сдача (кимура)             | WEC 4                                           | 31 августа 2002  | 1     | 4:06  | Анкасвилл, США        |            |
| Поражение | 2–1    | Пит Спратт        | Сдача (рычаг локтя)        | UFC 37.5                                        | 22 июня 2002     | 1     | 2:25  | Лас-Вегас, США        |            |
| Победа    | 2–0    | Ройден Демотта    | Решение большинства        | SuperBrawl 23                                   | 9 марта 2002     | 2     | 5:00  | Гонолулу, США         |            |
| Победа    | 1–0    | Адам Копенхейвер  | TKO (удары руками)         | Iowa Challenge 4                                | 2 марта 2002     | 1     | 7:29  | Айова, США            |            |